# 安德烈亚·法金
安德烈亚·法金（義大利語：Andrea Facchin，1978年9月20日—），意大利男子皮划艇运动员。他曾代表意大利参加2004年和2008年夏季奥林匹克运动会皮划艇比赛，其中2008年奥运会获得一枚铜牌。